# Arkadij Czepielew
Arkadij Jegorowicz Czepielew (ros. Аркадий Егорович Чепелев, ur. 11 stycznia?/24 stycznia 1915 we wsi Tamłyk obecnie w rejonie nowousmańskim w obwodzie woroneskim, zm. 31 lipca 1985 w Woroneżu) – radziecki wojskowy, starszyna, Bohater Związku Radzieckiego (1944).

## Życiorys
Po ukończeniu czterech klas szkoły podstawowej przeniósł się wraz z rodziną do Woroneża, w kwietniu 1942 został powołany do Armii Czerwonej. Od kwietnia 1943 uczestniczył w wojnie z Niemcami, walcząc na Froncie Woroneskim, 1 i 4 Froncie Ukraińskim jako dowódca drużyny 2 kompanii 180 samodzielnego batalionu saperów 167 Dywizji Piechoty 38 Armii w stopniu starszego porucznika. Wyróżnił się podczas bitwy o Dniepr. 26 września 1943 w rejonie Wyszogrodu w obwodzie kijowskim wraz ze swoją drużyną rozminowywał pole walki, umożliwiając żołnierzom przeprowadzenie działań bojowych. 3 listopada w walkach na przyczółku brał udział w odpieraniu kontrataków wroga. Po zakończeniu wojny w 1945 został zdemobilizowany w stopniu starszyny, później pracował jako majster w fabryce.

## Odznaczenia
- Złota Gwiazda Bohatera Związku Radzieckiego (10 stycznia 1944)
- Order Lenina (10 stycznia 1944)
- Order Wojny Ojczyźnianej I klasy (11 marca 1985)
- Order Wojny Ojczyźnianej II klasy (8 grudnia 1944)
- Order Czerwonej Gwiazdy (24 maja 1943)

I medale.